# Giambattista Diquattro
Giambattista Diquattro (18 de març de 1954, Bolonya, Itàlia) és un arquebisbe catòlic, diplomàtic, teòleg i canonista italià. Pertany al Servei Diplomàtic i a la Secretaria d'Estat de la Santa Seu. Té el títol honorífic de Prelat d'Honor de Sa Santedat. L'abril del 2005 fou nomenat arquebisbe titular de Giromonte i Nunci Apostòlic al Panamà, i des del 21 de novembre del 2008 és Nunci Apostòlic a Bolívia.

## Biografia
Quan era jove descobrí la seva vocació religiosa i va decidir entrar al seminari, on feu els estudis eclesiàstics i finalment el 24 d'agost del 1981 fou ordenat sacerdot per a la diòcesi de Ragusa (Sicília) pel bisbe Mn. Angelo Rizzo.
També va voler continuar amb la seva formació, es llicencià en dret privat a la Universitat de Catània. De seguida obtingué també un doctorat en dret canònic a la Universitat Pontifícia Lateranense i es llicencià en teologia dogmàtica a la Pontifícia Universitat Gregoriana. Després estudià la carrera de diplomàcia a l'Acadèmia Pontifícia Eclesiàstica.
L'1 de maig del 1985 entrà al Servei Diplomàtic de la Santa Seu. Com a funcionari d'aquest departament, fou enviat a les Nunciatures Apostòliques de la República Centreafricana i d'Itàlia, i també a la missió permanent de la Santa Seu a l'ONU a Nova York.
Durant aquesta època, el 12 de maig del 1987, el papa Joan Pau II li va concedir el títol honorífic de Prelat d'Honor de Sa Santedat. I temps més tard va començar a formar part de la Secretaria d'Estat de la Santa Seu.
El 2 d'abril del 2005, data en què va morir Joan Pau II, es feu ferm el nomenament de Giambattista com a arquebisbe titular de la diòcesi de Giromonte i Nunci Apostòlic al Panamà.
En ser elevat a la dignitat d'arquebisbe, escollí la frase episcopal Nomen meum tene. Rebé la consagració episcopal el 4 de juny del 2004 a mans del seu consagrant principal, el destacat cardenal i llavors secretari d'Estat Mn. Angelo Sodano i com a co-consagrants el també cardenal i llavors nunci a Itàlia i Sant Marino Mn. Paolo Romeo i l'aleshores bisbe de la seva diòcesi natal de Ragusa Mn. Paolo Urso.
El 21 de novembre del 2008, després de ser nomenat per Benet XVI, va passar a ser el nou Nunci Apostòlic a Bolívia.
El gener de 2017 fou nomenat nou nunci apostòlic a l'Índia i Nepal.